# Резня в Паракуэльосе
Резня в Паракуэльосе (исп. Matanzas de Paracuellos) ― серия массовых казней гражданских заложников и военнопленных, совершённых республиканцами в ходе Гражданской войны в Испании. Казни проходили до и после битвы за Мадрид на ранних этапах войны. Точное число жертв до сих пор является предметом споров историков, количество убитых разнится от минимальной оценки в 1 000 до максимальной в 12 000. Наиболее распространённые данные говорят о 2 500 ― 3 000 расстрелянных.

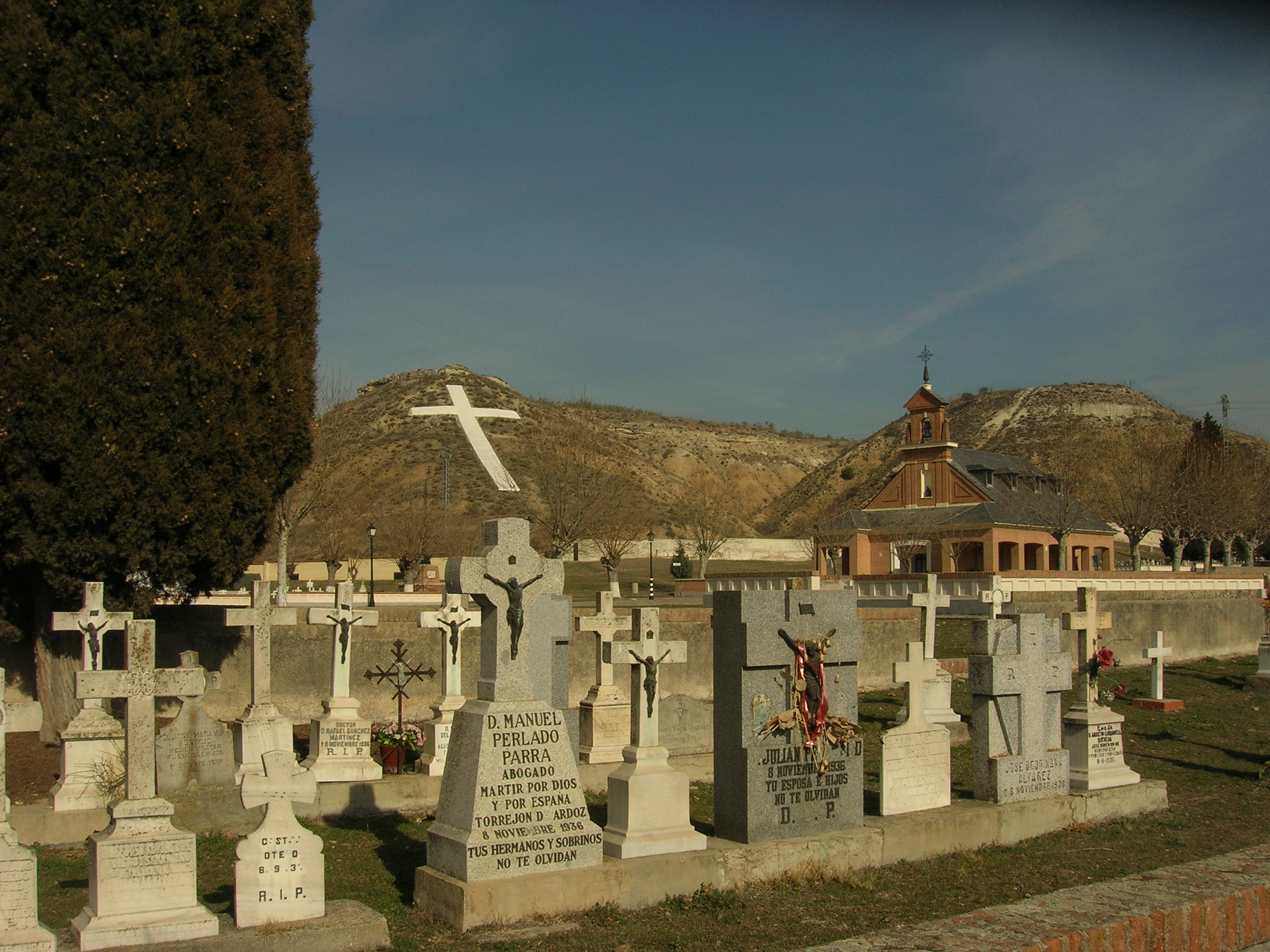
Мемориал в память об убитых в Паракуэльосе

## Предыстория
Около 5 000 политических заключённых и военных попало в тюрьмы Мадрида с начала войны в июле 1936 года. Многие попали в плен после неудачного мятежа военных в Мадриде, другие были представителями консервативной интеллигенции и католическими священниками, арестованными за свои взгляды. 7 ноября все пленные перешли под контроль Комитета обороны Мадрида (Junta de Defensa de Madrid), экстренно образованного после эвакуации республиканского правительства Франсиско Ларго Кабальеро в Валенсию.
С началом наступления националистов, многих заключённых начали группами вывозить из тюрем в так называемых "мешках" (sacas). Республиканцы боялись оставлять столько враждебно-настроенных заключённых в своём тылу во время сражения и тем более не хотели, чтобы офицеры и солдаты националистов пополнили армию Франко. Около 8 тысяч "фашистов" планировали эвакуировать в тюрьмы Валенсии, но у защитников Мадрида не было ни ресурсов, ни организованности, чтобы эвакуировать столько людей. Приказ о выводе заключённых был письменно отдан властями Мадрида за подписью Сегундо Серрано Понцелы, отвечавшего за общественный порядок под началом молодого коммунистического политика Сантьяго Каррильо.
Историк Хавьер Сервера также отмечает, что изначально заключённых собирались перевести в другие регионы, а не казнить, и часть из них правда была вывезена в сторону от линии фронта в Алькалу-де-Инарес. Но к 7 ноября в Паракуэльосе были подготовлены могилы для пленных, что отрицает спонтанность резни. Согласно британскому историку Энтони Бивору, приказ убить пленников скорее всего отдал испанский коммунист Хосе Касорла Мауре, или, косвенно, ― советский советник Михаил Кольцов. НКВД и Кольцов предупреждали республиканское правительство об опасности содержания «фашистов», указывая цифру в 8000 неблагонадёжных.

## Массовые казни
Большая часть пленных, которым была обещана свобода, были на грузовиках вывезены в поля в окрестностях Паракуэльос-де-Харамы и Торрехон-де-Ардоса, где были расстреляны и захоронены в общих могилах. Первые казни прошли на рассвете 7 ноября и продолжались до 10 ноября, пока их временно не прекратил анархист Мельчор Родригес Гарсия, выступавший против самосудов и назначенный главой тюремной системы Мадрида.
Уже 14 ноября с уходом Родригеса казни возобновились и не прекращались до самого начала декабря, когда он снова занял этот пост.
С самых первых дней новости о казнях были осуждены располагавшимися в Мадриде иностранными дипломатами, а норвежский консул Феликс Шляйер лично требовал от Каррильо прекратить расстрелы - один из казнённых испанцев был сотрудником его дипломатической миссии.

## Попытка убийства Хенни
8 декабря, самолёт со швейцарским доктором Георгом Хенни, представителем международного красного креста, был сбит на обратном пути во Францию над Пастраной, на северо-западе от Мадрида. Хенни вёз доклад о резне в Паракуэльосе, который собирался представить на встрече Лиги наций в Женеве. Республиканские власти обвинили в атаке авиацию националистов, но уже 21 декабря выяснилось, что самолёт был сбит советскими истребителями с советскими лётчиками.
Хенни провёл 4 месяца в госпитале и не смог доставить свой доклад. Французский журналист Луи Делапри, летевший на том же самолёте и через несколько недель скончавшийся от ран, обвинил в инциденте генерала Александра Михайловича Орлова, резидента НКВД в Испании и советника республиканского правительства по безопасности. Дипломаты в Мадриде однозначно оценили это как попытку скрыть информацию о расстрелах.

## Жертвы
Большинство убитых в Паракуэльосе были гражданскими, солдатами и католическими священниками.
Среди жертв Федерико Салмон, бывший консервативный министр труда, известный политик Хесус Кановас дель Кастильо, футболист Атлетико и Реал Мадрида Мончин Триана, драматург Педро Муньос Сека, мыслитель Рамиро де Маэсту, адмирал в отставке Матео Гарсия, профессор-богослов Эусебио Сарко, книгоиздатель Альберто Сан-Мартин, адвокат и член миссии Шляйера Рикардо де ла Сьерва, олимпийский чемпион Эрнандо Фитц-Джеймс Стюарт и многие другие известные испанцы.
Количество убитых до сих пор остаётся предметом споров. В 1977 году, правое издание El Alcazar называло цифру в 12 тысяч человек, а поимённые списки были опубликованы в Matanzas en el Madrid Republicano, но многие тела не были найдены.
Минимальная планка в 1000 жертв была названа Габриэлем Джексоном в 1967 и Полом Престоном в 2006, но это значительно меньше оценок большинства современных историков. Джексон упоминает 1000 только по отношению к 6 и 7 ноября.
Другие историки оценивают число жертв между 2000 и 3000; Хью Томас указывает 2000; Бивор как минимум 2000; Хавьер Сервера более 2000.